# Cybocephalus metallicus
Cybocephalus metallicus is een keversoort uit de familie Cybocephalidae. De wetenschappelijke naam van de soort is voor het eerst geldig gepubliceerd in 1870 door Baudi.